# 富荣镇 (阜新县)
富荣镇，是中华人民共和国辽宁省阜新市阜新蒙古族自治县下辖的一个乡镇级行政单位。

## 行政区划
富荣镇下辖以下地区：
富荣村、鲁家荒村、六家子村、黑地庙村、贝力房村、喇嘛营子村、同意村、王金荒村、梅力营子村、宝日殿村、阳高屯村、王四营子村、四楞屯村和佛爷岭村。